# 술레만 디아무테네
술레만 아다마 디아무테네(프랑스어: Souleymane Adama Diamouténé, 1983년 1월 30일 ~ )는 말리의 전 축구 선수로, 포지션은 수비수였다.

## 구단 경력
디아무테네는 시카소에서 태어났다. 그는 이탈리아에서 프로 경력을 쌓다가 우디네세 스카우터의 추천을 받고 이탈리아로 이주했다. 그 후 1999년부터 2000년까지 몇 달 동안 공식적으로 계약하지 않고 우디네세 19세 이하 대표팀에서 훈련했다. 피사와의 친선 경기 후, 그는 다음 클럽인 세리에 C1의 루체세와 성공적으로 계약한 네라주리의 프란체스코 다르리고 감독의 눈에 띄었다. 디아무테네는 루케세에서 두 시즌을 보냈고 2003년에는 페루자와 계약했다.
2004년, 디아무테네는 US 레체에 입단하여 즈데네크 제만 감독 체제에서 레체의 주축이 되었다. 그는 세리에 A에서 두 시즌 (2004-05년, 2005-06년), 세리에 B에서 두 시즌 (2006-07년, 2007-08년)을 뛰었다. 그는 2008-09년 시즌에 레체로 확정되었는데, 이 시즌은 클럽의 첫 번째 1부 리그 복귀였지만 2009년 1월, 은퇴하는 크리스티안 파누치의 후임으로 315만 유로의 선순위 가격으로 로마로 임대되었다.

## 국가대표팀 경력
디아무테네는 유소년 시절인 1999년 FIFA U-17 세계 축구 선수권 대회에 출전했다.
튀니지의 2004년 아프리카 네이션스컵, 가나의 2008년 아프리카 네이션스컵, 앙골라의 2010년 아프리카 네이션스컵에서 말리 국가대표팀을 대표했다.